# Symphonie no 4 de Milhaud
Pour les articles homonymes, voir Symphonie no 4.
La Symphonie no 4, op. 281, est une œuvre pour orchestre du compositeur français Darius Milhaud. Elle a été composée en 1947 sur commande de Marcel-Edmond Naegelen alors ministre français de l'Éducation Nationale pour célébrer le 100e anniversaire de la Révolution de 1848. Elle a été écrite sur un paquebot reliant les États-Unis (où il vivait depuis 1940) à la France. La création de la symphonie a été faite à Paris le 20 mai 1948, sous la direction du compositeur. Elle est dédiée au chef Roger Désormière.

## Structure
La quatrième symphonie de Milhaud comporte quatre mouvements. Les deux mouvements extrêmes ont une allure militaire et sont dominés par les instruments à vent et les percussions. Les titres des mouvements sont les suivants :
1. L'insurrection. Animé (env. 5 min)
2. Aux Morts de la République. Lent (env. 13 min)
3. Le Joies de la Liberté retrouvée. Modérément animé (env. 4 min)
4. Commémoration 1948. Animé (env. 7 min 15 s)

La durée d'exécution est d'environ 28 minutes.
Cette symphonie (qu'il ne faut pas confondre avec la Symphonie de chambre no 4 de 1921, op. 74, de Milhaud) est publiée par les Éditions Salabert.

## Enregistrements
- 1947 enregistrement stereo par l'orchestre philharmonique de Radio France, conduit par le compositeur, et ré-édité en 2003 sous le label Apex
- 1997 Orchestre symphonique de Bâle, chef: Alun Francis (CPO), faisant partie du coffret des Symphonies No. 1-12 de Milhaud chez CPO